# Zveza tabornikov Slovenije
Zvéza tábornikov Slovénije, s so-naslovom Nacionalna skavtska organizacija, je prostovoljna mladinska organizacija, katere osnovno geslo je »Taborniki ustvarjamo boljši svet«™, moto posameznika pa je »Bodi pripravljen« . Član ZTS je tabornik oz. tabornica.
Organizacija ima vzgojne cilje, je nestrankarska odprta vsem, ne glede na poreklo, narodnost, vero ali prepričanje. Sloni na načelih svetovnega skavtskega gibanja in poudarja pomen pluralizma, svobode posameznika, miru in moralno etničnih vrednot.  Organizacija ima 5,179 članov (po podatkih iz 2011).

### Zgodovina
Prvi znanilci skavtstva so bili gozdovniki.  Njihov način dela je bil zelo podoben današnjemu. 
Prvi skavtski tabor je začetnik skavtov Robert Baden-Powell med 1. in 8. avgustom leta 1907 organiziral na angleškem otoku Brownsea.
Nekateri predvojni voditelji skavtov in gozdovnikov so po drugi svetovni vojni v Sloveniji leta 1951 ustanovili Združenje slovenskih tabornikov, ki se je pozneje preimenovalo v Zvezo tabornikov Slovenije (del Zveze tabornikov Jugoslavije), ki je imela v času obstoja Jugoslavije med mladinskimi organizacijami svojevrsten monopol.
Zveza tabornikov Slovenije je od leta 1994 članica Svetovne organizacije skavtskega gibanja (WOSM).

## Starostne skupine
Najmlajši so Murnčki, to so predšolski otroci.
Od prvega razreda do četrtega razreda osnovne šole so otroci v skupini Medvedki in čebelice (MČ).
Od petega razreda pa do konca osnovne šole so otroci v skupini Gozdovniki in gozdovnice (GG).
Ko GG-ji opravijo prestop (to je po navadi po devetem razredu OŠ) postanejo Popotniki in popotnice (PP).
Od 21. do 27. leta so Raziskovalci in raziskovalke (RR).
Od 27 let naprej pa so Grče.

## Taborniški simboli
Najprepoznavnejši taborniški simbol je verjetno rutka. Vsi taborniki Slovenije imajo rutko glede na starostno skupino. Tako imajo:
| mlajši taborniki:        | kratica skupine: | potrebna starost: | barva rutke:        |
| ------------------------ | ---------------- | ----------------- | ------------------- |
| murenčki *               | NI KRATICE       | od 0-6 let        | rumena              |
| medvedki in čebelice     | MČ               | od 7-11 let       | rdeča in rumen rob  |
| gozdovniki in gozdovnice | GG               | od 11 do 15 let   | zelena in rumen rob |

| mladinski taborniki          | kratica | starost          | barva rutke              |
| ---------------------------- | ------- | ---------------- | ------------------------ |
| popotniki in popotnice       | PP      | od 16 do 21 let  | modra in rumena obroba   |
| raziskovalci in raziskovalke | RR      | od 21 do 27 let  | oranžna in rumena obroba |
| starejši taborniki           | kratica | starost          | barva rutke              |
| grče                         | GR      | od 27 let naprej | vijolična                |

## Sorodne - skavtske - organizacije
V Sloveniji delujejo tudi druge sorodne organizacije, ki so članice svetovnih skavtskih gibanj. Skavtske organizacije v Sloveniji:
- Združenje slovenskih katoliških skavtinj in skavtov, članica WAGGGS[3]
- Zveza bratovščin odraslih katoliških skavtinj in skavtov, članica ISGF[4]
- Slovenska zamejska skavtska organizacija

## Taborniški zakoni
Le teh je dvanajst in se glasijo:
1. Tabornik je zanesljiv
2. Tabornik je zvest
3. Tabornik je prijazen
4. Tabornik je pripravljen pomagati
5. Tabornik je discipliniran
6. Tabornik je veder
7. Tabornik je pogumen
8. Tabornik je plemenit
9. Tabornik je spoštljiv
10. Tabornik je vedoželjen
11. Tabornik je varčen
12. Tabornik živi zdravo

## Taborniška himna
Dviga plamen se iz ognja,
taborišča našega,
ki pod goro mirno spava
sredi gozda temnega.
Tam šotori se blestijo,
prapor sredi njih vihra
in oznanja vsej prirodi,

kjer je tabornik doma.
Poslušajte bratje, sestre,
gozda jelovega spev,
pesem velike prirode,
tihi gorski njen odmev.
Napev je povzet po ruski narodni pesmi "Volga, Volga", besedilo za taborniško pesem pa je ustvaril Črtomir Zorec leta 1924 (Taborniška himna, Stenčas ZTS Arhivirano 2018-08-05 na Wayback Machine.).

## Taborniški rodovi po Sloveniji

### Celjsko-zasavsko območje (CEZAS)
- Rod II. grupe odredov Celje
- Rod belega konja Slovenski Konjice
- Rod Zelena Rogla Zreče
- Rod Sotočje Nazarje
- Rod Polde Eberl - Jamski Zagorje ob Savi
- Rod bistre Savinje Šempeter v savinjski dolini

### Dolenjsko območje
- Rod sivih jelš Trebnje
- Rod mirne reke Mirna
- Rod gorjanskih tabornikov Novo Mesto

### Gorenjsko območje (GOOT)
- Rod dveh rek Medvode
- Rod zelenega Žirka Žiri
- Rod zelenega Jošta Kranj
- Rod zelene sreče Železniki
- Rod svobodnega Kamnitnika Škofja Loka
- Rod stražnih ognjev Kranj
- Rod Stane Žagar – mlajši Kranj
- Pokljuški rod Gorje
- Kokrški rod Kranj

### Južnoprimorsko-notranjsko območje (JPN)
- Rod snežniških ruševcev Ilirska bistrica
- Rod Sergeja Mašere Piran
- Rod Morskih viharnikov Portorož
- Rod kraških viharnikov Postojna
- Rod kraških j’rt Sežana
- Rod Jezerska ščuka Cerknica
- Rod jadranskih stražarjev Izola
- Rod Bela jadra Prade

### Koroško-šaleško območje
- Rod Topli vrelec Topolšica
- Rod Severni kurir Slovenj Gradec
- Rod Pusti grad Šoštanj
- Rod Mrzli studenec Mislinja
- Rod Lilijski grič Pesje
- Rod koroških jeklarjev Ravne na Koroškem
- Rod Jezerski zmaj Velenje
- Rod Hudi potok Šmartno ob Paki
- Rod bistrega potoka Muta

### Mestna zveza tabornikovLjubljana(MZT)
- Zmajev rod
- Rod Tršati tur
- Rod trnovskih regljačev
- Rod Sivega volka
- Rod Samorastniki
- Rod Rožnik
- Rod Podkovani krap
- Rod Močvirski tulipani
- Rod Heroj Vitez
- Rod Črnega mrava
- Rod dobre volje
- Rod Bičkova skala
- Rod Beli bober
- Rašiški rod

### Obljubljansko območje (OO)
- Rod Enajsta šola Vrhnika
- Rod skalnih taborov Domžale
- Rod svobodnega risa Kočevje
- Rod mlinskih kamnov Radomlje
- Rod Louis Adamič Grosuplje
- Rod bistriških gamsov Kamnik
- Rod Srnjak Logatec
- Rod Upornega plamena Mengeš

### Podravsko območje
- Rod II. Snoub Ljubo Šercer Maribor
- Maistrov rod Limbuš
- Rod XI. Snoub Miloša Zidanška Maribor
- Rod Ukročena reka Maribor
- Rod Črno jezero Slovenska bistrica

### Severnoprimorsko območje (SPOOT)
- Rod aragonitnih ježkov Cerkno
- Rod kranjskega jegliča Spodnja Idrija
- Rod Mladi bori Ajdovščina
- Rod Odporne želve Anhovo
- Rod Puntarjev Tolmin
- Rod soških mejašev Nova Gorica
- Rod srebrnih krtov Idrija

### Zveza tabornikov Pomurja
- Rod veseli veter Murska Sobota

## Znak ZTS
Na znaku ZTS so tri smreke, ki predstavljajo Triglav in slovenske gozdove, v katerih taborniki taborijo. Pobarvane so z modro, kar predstavlja vodo.
Pred smrekami sta tipi, ki predstavlja taborjenje in ogenj s tremi plameni (trije zakoni za MČ-je) in štirimi poleni - 3x4=12 taborniških zakonov.